# ماریو مونتی

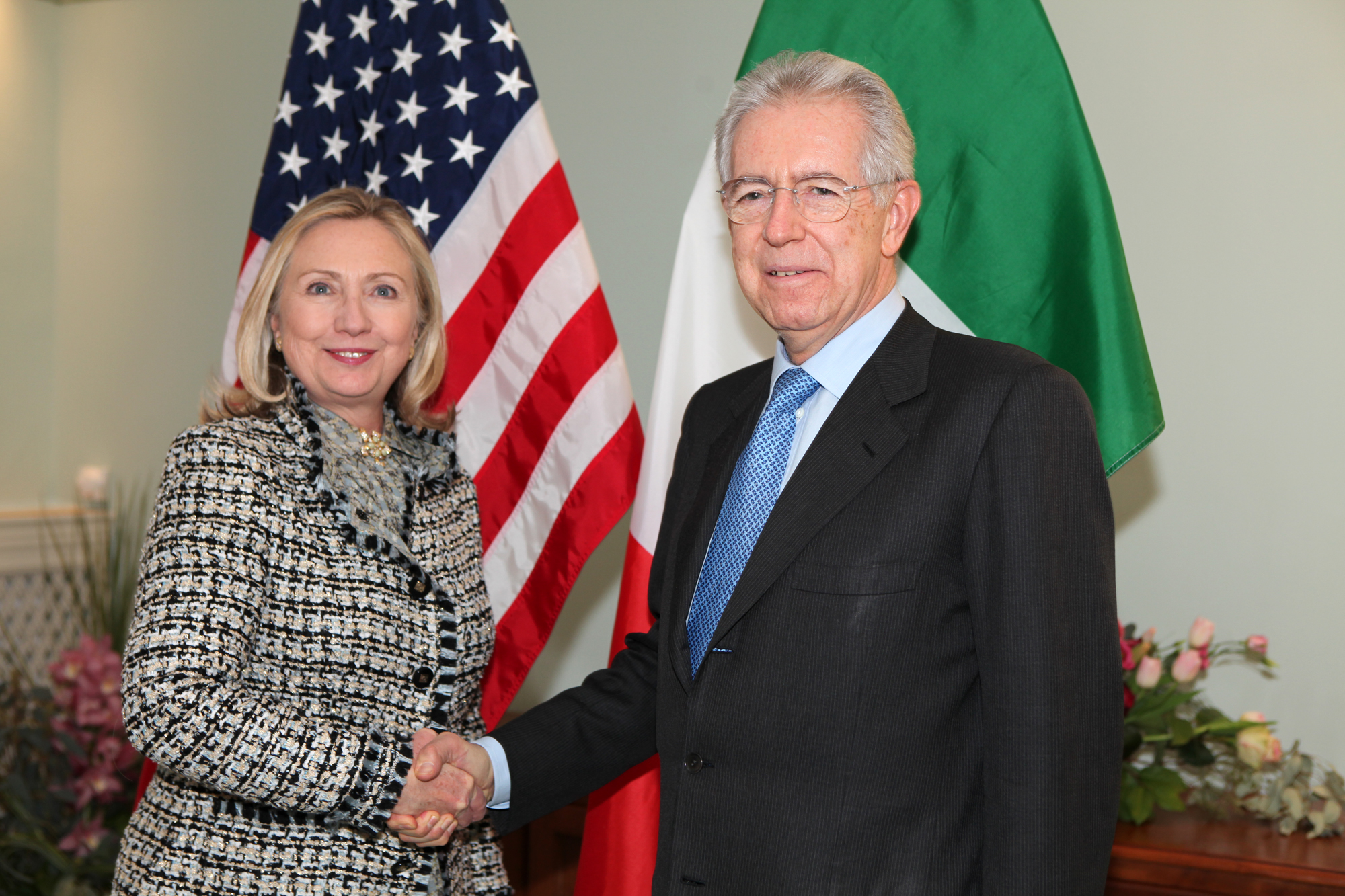
با هیلاری کلینتون

ماریو مونتی (به ایتالیایی: Mario Monti) (زاده ۱۹ مارس ۱۹۴۳) سیاستمدار و اقتصاددان ایتالیایی است که از ۱۲ نوامبر ۲۰۱۱ لغایت ۲۸ آوریل ۲۰۱۳ عهده‌دار سمت نخست‌وزیری ایتالیا بود. وی از ۱۹۹۵ تا ۲۰۰۴ در کمیسیون اروپا در بخش‌های مختلف فعالیت می‌کرده‌است. او همچنین رئیس دانشگاه بوکونی نیز بوده‌است. او در ۹ نوامبر ۲۰۱۱، توسط رئیس‌جمهور به سمت سناتور دائمی سنای ایتالیا منصوب شد.